# Jean Mahé
Cet article concerne l'aviateur et Compagnon de la Libération français. Pour l'ecclésiastique breton du XIIIe siècle, voir Jean Mahé (évêque).
Jean Mahé (Nantes, 2 juin 1917 - Giromagny, 2 décembre 1946) est un aviateur militaire français, Compagnon de la Libération. Refusant l'armistice du 22 juin 1940, il rallie les forces aériennes françaises libres et participe aux campagnes d'Afrique et d'Europe avant de mourir dans un accident d'avion après la guerre.

## Biographie

### Avant-guerre
Aîné d'une fratrie de quatre garçons dont Yves, Jean Mahé naît le 2 juin 1917 à Nantes en Loire-Atlantique. Quittant l'école à l'âge de 14 ans pour subvenir aux besoins de sa famille, il devient plus tard employé de bureau tout en menant des études secondaires. Il obtient ses baccalauréats de lettre et de sciences ainsi qu'une licence de mathématiques.
Choisissant la carrière des armes, il intègre l'École spéciale militaire de Saint-Cyr en 1937 dans la promotion "Marne et Verdun". Sorti sous-lieutenant en 1939, il est affecté à l'école d'application de l'armée de l'air à Versailles où il obtient un brevet de pilote en février 1940.

### Seconde Guerre mondiale
En juin 1940, au moment du repli des troupes et institutions françaises, Jean Mahé se retrouve au centre d'instruction de chasse de la base de Cazaux où il apprend la nouvelle de l'armistice. Refusant la défaite, il embarque à Port-Vendres à destination de Gibraltar puis rejoint l'Angleterre le 17 juillet où il s'engage dans les forces aériennes françaises libres dans lesquelles il retrouve son frère Yves, lui aussi pilote. Affecté à la 3e escadrille du Groupe Mixte de Combat no 1, il est embarqué à bord du HMS Ark Royal et participe à la campagne du Gabon au cours de laquelle il effectue six missions d'observation et de bombardement aux commandes d'un Westland Lysander. Muté le 22 novembre 1940 au Détachement Permanent des Forces Aériennes du Tchad (DPFAT), il opère en appui de la colonne Leclerc lors de la Bataille de Koufra du 31 janvier au 1er mars 1941. À la suite de la bataille, il prend le commandement du détachement jusqu'au 9 juillet, étant dans le même temps promu lieutenant au mois de juin.
Le 1er janvier 1942, le DPFAT devient le Groupe de bombardement Bretagne et prend part à la guerre du désert au-dessus du Fezzan. Le lieutenant Mahé se distingue particulièrement lors de cette campagne et est nommé commandant de l'escadrille « Nantes » du groupe de bombardement le 1er mars 1942. Promu capitaine, il assure efficacement les missions de reconnaissance qui lui sont confiées, apportant de précieux renseignements nécessaires à l'avancée des troupes du général Leclerc. Il réalise également des missions d'attaque et reçoit une citation à l'ordre de l'armée le 9 janvier 1943 pour avoir obtenu la reddition d'une colonne italienne. Jean Mahé se voit ensuite chargé de l'instruction au sol des hommes du groupe Bretagne jusqu'en août à Sebha et Ben Gardane puis de l'entraînement aérien à Rayak. De décembre 1943 à janvier 1944, il suit avec son groupe un stage en Martin B-26 Marauder au camp de Telergma.
De retour en Europe, il est nommé officier des opérations du groupe Bretagne et prend part à la campagne d'Italie où il effectue une quarantaine de missions de bombardement sur la Sardaigne. En août 1944, le groupe Bretagne bombarde le sud de la France dans le cadre de la préparation du débarquement de Provence. Stationné à Istres puis à Bron en octobre et novembre, Jean Mahé est alors commandant en second du groupe Bretagne. Ce dernier est chargé en décembre de bombarder des ponts sur le Rhin. Promu commandant (à 28 ans), Jean Mahé termine la guerre, major (premier rang de sortie) du Cours Technique d'État-Major, au Centre d'Enseignement Supérieur Aérien, avec à son actif plus de 1 500 heures de vol et 91 missions de guerre.

### Après-guerre
Présent dans le groupe de bombardement Bretagne depuis sa création, Jean Mahé en prend le commandement en juillet 1945. Le groupe est alors chargé de missions de convoyage et de rapatriement. Le 2 décembre 1946, alors qu'il survole le Grand Ballon d'Alsace, il est victime d'un accident d'avion. Hospitalisé à Giromagny, il y meurt des suites de ses blessures. Il est inhumé à Guérande, en Loire-Atlantique.

## Décorations
|  |  |  |
|  |  |  |

| Chevalier de la Légion d'Honneur | Chevalier de la Légion d'Honneur | Compagnon de la Libération                                        | Compagnon de la Libération                                        | Croix de Guerre 1939-1945 | Croix de Guerre 1939-1945 |
| Médaille de l'Aéronautique       | Médaille de l'Aéronautique       | Médaille coloniale Avec agrafes "Koufra" et "Fezzan-Tripolitaine" | Médaille coloniale Avec agrafes "Koufra" et "Fezzan-Tripolitaine" | Silver Star (États-Unis)  | Silver Star (États-Unis)  |

## Hommages
- Une rue de Nantes a été baptisée en son honneur.
- Une rue de Guérande porte le nom des frères Mahé.
- La Base aérienne 921 Taverny a reçu le nom de baptême "Frères Mahé"[5] : Jean, Yves et le lieutenant Claude Mahé (1926-1952).